# 19 Brygada WOP
 19 Brygada WOP – związek taktyczny Wojsk Ochrony Pogranicza.

## Formowanie i zmiany organizacyjne
Brygada sformowana została w 1950 na bazie 7 Brygady Ochrony Pogranicza, na podstawie rozkazu MBP nr 043/org z 3 czerwca 1950. Nowa numeracja batalionów i brygad weszła w życie z dniem 1 stycznia 1951. Sztab brygady stacjonował w Kętrzynie.
W styczniu 1951 221 batalion WOP (przemianowany 194 batalion) w całości został przekazany 22 Brygadzie WOP. Z brygady odeszły strażnice nr 118-121

Zgodnie z etatem czasu „P” nr 352/21, na dzień 1 listopada 1954 brygada liczyła 1267 żołnierzy, a etat czasu „W” nr 0352/18 przewidywał 1410 żołnierzy.
Rozformowana w 1956. Na jej bazie powstały: Grupa Manewrowa WOP i Samodzielny Oddział Zwiadowczy WOP Kętrzyn

## Skład organizacyjny
W 1950:
- dowództwo, sztab i pododdziały dowodzenia
- 191 batalion WOP – Braniewo
- 192 batalion WOP – Bartoszyce
- 193 batalion WOP – Węgorzewo
- 194 batalion WOP – Kowale Oleckie
- Graniczna Placówka Kontrolna Bartoszyce
- Graniczna Placówka Kontrolna Braniewo (potem w Gronowie)
- Graniczna Placówka Kontrolna Skandawa

W 1955:
- dowództwo – Kętrzyn
- 192 batalion WOP – Bartoszyce
- 193 batalion WOP – Węgorzewo
- 221 batalion WOP – Gołdap

## Sztandar oddziału
Sztandar Mazurskiemu Oddziałowi WOP nr 5 ufundowało społeczeństwo ziemi warmińsko-mazurskiej.
Na lewej stronie płatu sztandaru wyhaftowane są herby miast: Olsztyna, Bartoszyc, Kętrzyna i Olecka. Na drzewcu znajduje się 47 gwoździ pamiątkowych, a wśród nich gwoździe od powiatów granicznych z napisami: „Powiat Braniewski”, „Powiat Kętrzyński”, „Powiat Bartoszycki”, „Powiat Landsberg ” i „Powiat Węgorzewski”
W kolejnych latach następowała zmiana numeracji jednostki jej nazwy, ale nie dokonywano już na nim żadnych zmian i poprawek.
Do Muzeum Wojska Polskiego przekazywany był dwukrotnie. Pierwszy raz 20 maja 1956, ale już 19 grudnia 1957 powrócił do Kętrzyna, aby po raz drugi wrócić do Muzeum WP 28 lipca 1964.

## Dowódcy brygady
- ppłk Ilia Sznajdler
- mjr Wojciech Piekarski

## Przekształcenia
5 Oddział Ochrony Pogranicza → 5 Mazurski Oddział WOP → 7 Brygada Ochrony Pogranicza → 19 Brygada WOP → Grupa Manewrowa WOP Kętrzyn i Samodzielny Oddział Zwiadowczy WOP Kętrzyn → 19 Oddział WOP → 19 Kętrzyński Oddział WOP